# Fallen Footwear
Fallen Footwear je původně americká firma vyrábějící skateboardovou obuv a další doplňky. Její motto zní "Rise with the Fallen". V roce 2016 zakladatel společnosti Jamie Thomas rozhodl o jejím zániku. V roce 2018 Fallen Footwear odkoupila investiční skupina z Argentiny, která oznámila úplné obnovení značky.

## Historie
Značka Fallen Footwear byla založena roku 2003 profesionálním skateboardovým jezdcem Jamiem Thomasem. Zprvu byly produkty této značky distribuovány a prodávány pod záštitou majitelů firmy DC Shoes Kenna Blocka a Dannyho Waye. V roce 2005, kdy firmu DC Shoes převzala firma Quiksilver, byla však tato spolupráce ukončena a distribuce a prodej produktů značky Fallen přešel pod firmu Black Box Distribution vlastněnou Jamiem Thomasem. Nejpopulárnějšími produktem této značky vždy byly boty, které byly navrhovány a testovány profesionálními skateboardovými jezdci Fallen týmu.

## Zánik a návrat společnosti
Thomas 11. dubna 2016 prostřednictvím oficiálních stránek společnosti a sociálních sítí oznámil, že firma chtěla své produkty prodávat vždy výhradně vyznavačům skateboardingu prostřednictvím skateshopů. Tento obchodní model se však stal kvůli omezeným prodejům neúnosný. Vyrábění obuvi v malém množství dramaticky zvyšovalo její cenu, naproti tomu výroba velkého množství by sice udržela nízkou cenu, alle produkty by nebylo možné prodávat pouze v rámci skateboardingové subkultury. Thomas se proto rozhodl fungování společnosti ukončit.
V rozhovoru v roce 2018 Thomas uvedl, že značku prodal argentinské investiční společnosti Town Connection z Buenos Aires. Ta v roce 2019 oznámila návrat Fallen Footwear na mezinárodní trh a to včetně původních produktových řad a ambasadorů značky.